# Estádio Vila Mítica
O Estádio Vila Mítica é o estádio de futebol onde habitualmente joga o Aparecida Futebol Clube é um estádio situado na vila de Torno concelho de Lousada, mais conhecido por "Aparecida". 
O Estádio, anteriormente designado por Estádio Aparecida Futebol Clube, foi inaugurado no dia 1 de Maio de 1931 e viu ser aprovado pelos sócios por unanimidade, em Assembleia Extraordinária de Junho de 2020 a nova nomenclatura.
Tem uma capacidade para 1 000 espectadores.